# Pianeta Terra: anno zero
Pianeta Terra: anno zero (日本沈没?, Nihon chinbotsu, lett. "Il Giappone affonda") è un film del 1973 diretto da Shirō Moritani. È tratto dal romanzo omonimo di fantascienza dello stesso anno dello scrittore giapponese Sakyō Komatsu.
Ha avuto un rifacimento nel 2006, Nihon chinbotsu.

## Trama
In Giappone, la scoperta di un'enorme spaccatura sul fondo del mare convince alcuni geologi a formulare un'ipotesi agghiacciante: nel giro di pochissimo tempo l'intero paese è destinato a sprofondare negli abissi oceanici. Il governo nipponico inizia una serie di trattative diplomatiche febbrili con il resto del mondo per fare in modo che la popolazione possa essere evacuata prima che si compia la catastrofe. Quando ciò avviene, la vita quotidiana della società giapponese è sconvolta dal caos: il monte Fuji erutta bombe di lava incandescente, la terra si squarcia, i grattacieli si accartocciano e i porti sono squassati dall'urto di immensi tsunami. Non c'è nessuno scampo per il popolo giapponese, perché nessun paese accetta di farsi carico di milioni di profughi senza patria.